# Bahnhof Haan-Gruiten
Der Bahnhof Haan-Gruiten (bis 9. Dezember 2017 Gruiten) ist neben dem Haltepunkt Haan einer von zwei Schienenverkehrshalten der bergischen Stadt Haan. Er ist ein Berührungsbahnhof, da die Strecken Düsseldorf–Elberfeld und Köln-Deutz–Haan-Gruiten ihn betrieblich getrennt durchlaufen. Östlich des Bahnhofs führen sie auf gemeinsamer Trasse bis zur Abzweigstelle Linden, wo der eigentliche Beginn der Bahnstrecke Haan-Gruiten–Köln-Deutz liegt. Westlich der Bahnsteige verlaufen die Strecken getrennt nach Westen bzw. Süden.

## Geschichte

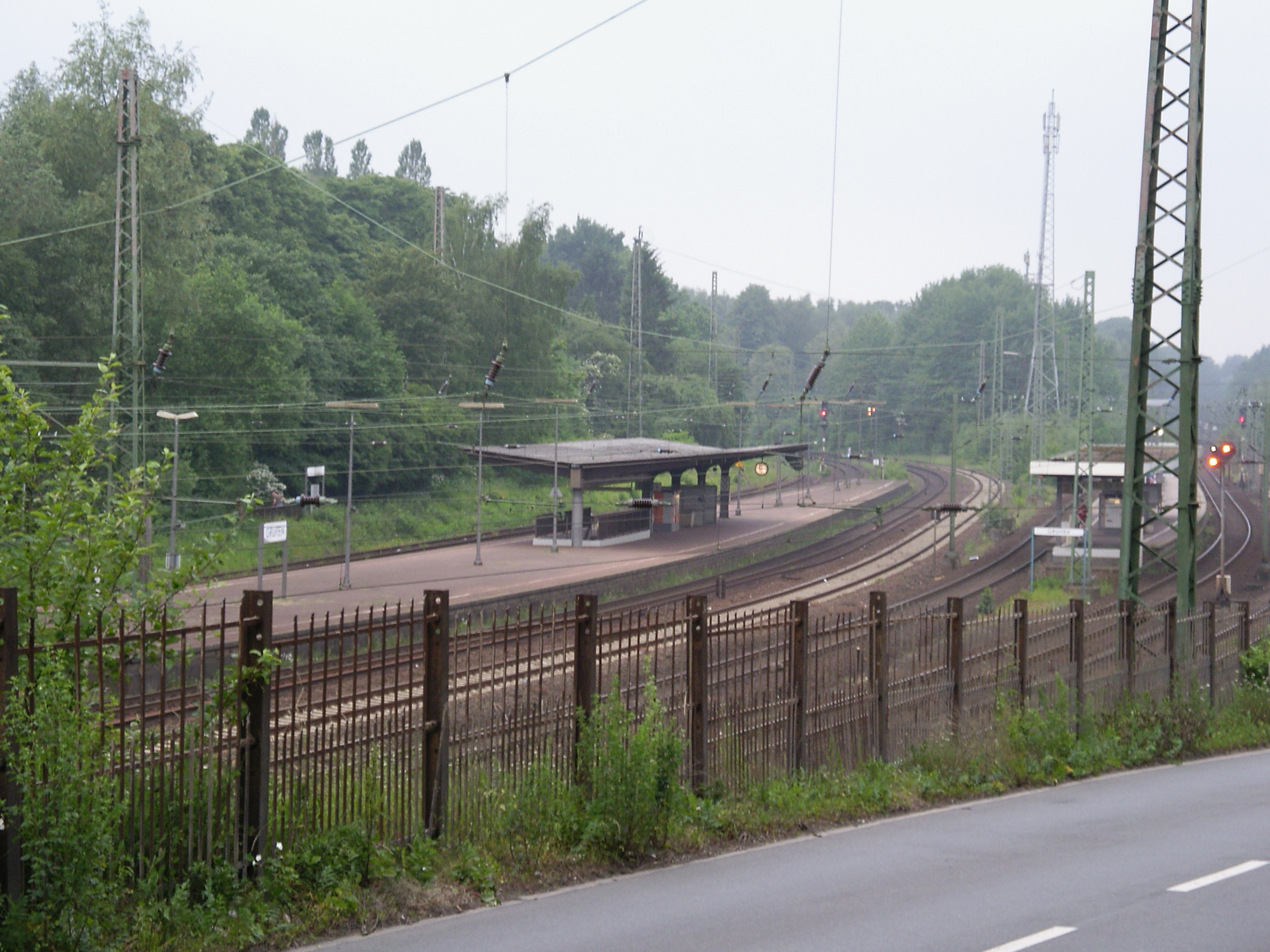
Links die Gleise nach Köln, rechts die Gleise nach Düsseldorf

Der Bahnhof an der Strecke Düsseldorf–Elberfeld wurde am 3. September 1841 eröffnet und war unter dem Namen Haan für viele Jahre der einzige Bahnhof auf Haaner Stadtgebiet. 1867 wurde die Strecke nach Köln fertiggestellt und 1907 wurde der jetzige Haaner Bahnhof eröffnet und der Bahnhof wurde nach der nahe gelegenen Gemeinde Gruiten benannt. Im Jahr 1909 wurde das heute noch existierende Empfangsgebäude errichtet. Am 15. Mai 1930 wurde das Gebiet um den Bahnhof nach Gruiten eingemeindet. Von 1930 bis 1952 begann vor dem Empfangsgebäude eine Oberleitungsbuslinie nach Mettmann.
Im Zuge der S-Bahn-Eröffnung 1988 wurde der Gruitener Bahnhof erheblich umgebaut. Der Bahnsteig an Gleis 1 wurde abgebaut und die Rampen zur Kalkverladung wurden abgerissen. Dafür entstand ein großer P & R-Parkplatz. Die Gleise 2 und 3 wurden verschoben. An Gleis 3 und 4 hält heute die S-Bahn. Gleis 5 ist Überholgleis für die Strecke nach Köln. An den Gleisen 6 und 7 befindet sich der Bahnsteig für Züge nach Köln und Wuppertal. Gleis 8 dient als Überholgleis für Güterzüge.

## Situation heute

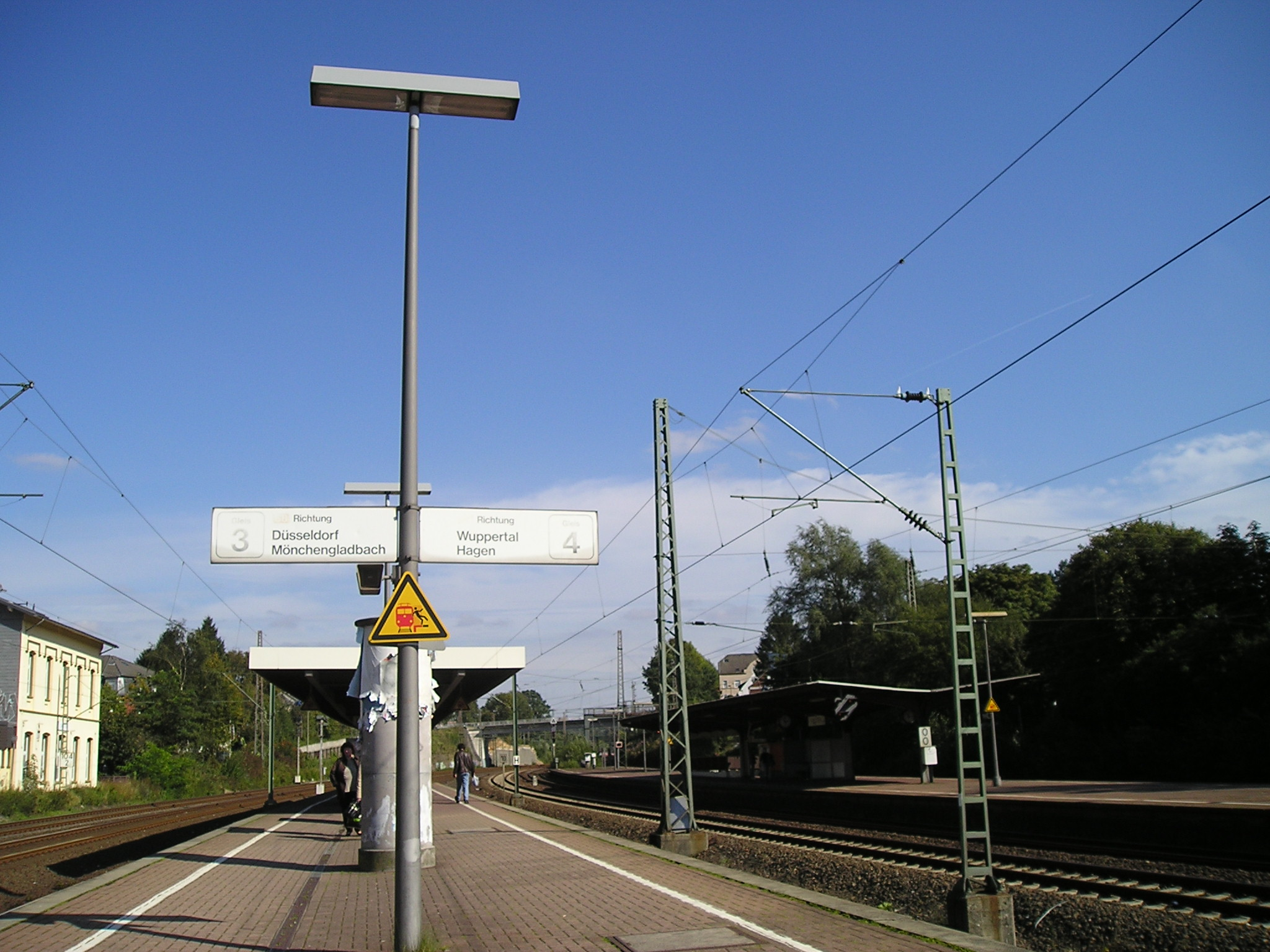
S-Bahnsteig

Der Bahnhof wird von der Rhein-Wupper-Bahn (RB 48) und den S-Bahn-Linien 8 und – in der Hauptverkehrszeit – 68 der S-Bahn Rhein-Ruhr angefahren. Das Empfangsgebäude wurde in den 1990er-Jahren grundlegend renoviert; es beherbergt derzeit eine Gaststätte und die Gruitener Stadtbücherei.
| Linie | Verlauf | Takt                                                                                     | Betreiber             |
| ----- | --- | ---------------------------------------------------------------------------------------- | --------------------- |
| RB 48 | Rhein-Wupper-Bahn: Wuppertal-Oberbarmen – Wuppertal-Barmen – Wuppertal Hbf – Wuppertal-Vohwinkel – Haan-Gruiten – Haan – Solingen Hbf – Leichlingen – Opladen – Leverkusen-Manfort – Köln-Mülheim – Köln Messe/Deutz – Köln Hbf – Köln West – Köln Süd – Hürth-Kalscheuren – Brühl – Sechtem – Roisdorf – Bonn Hbf – Bonn UN Campus – Bonn-Bad Godesberg – Bonn-Mehlem Stand: Fahrplanwechsel Dezember 2021 | 30 min (W-Oberbarmen–Köln) 30 (HVZ)/60 min (Köln–Bonn Hbf) 60 min (Bonn Hbf–Bonn-Mehlem) | National Express Rail |
| S 8   | Hagen Hbf – HA-Wehringhausen – HA-Heubing – HA-Westerbauer – Gevelsberg-Knapp – Gevelsberg Hbf – Gevelsberg-Kipp – Gevelsberg West – Schwelm – Schwelm West – W-Langerfeld – W-Oberbarmen – W-Barmen – W-Unterbarmen – Wuppertal Hbf – W-Steinbeck – W-Zoologischer Garten – W-Sonnborn – W-Vohwinkel – Haan-Gruiten – Hochdahl-Millrath – Hochdahl – Erkrath – D-Gerresheim – D-Flingern – Düsseldorf Hbf – D-Friedrichstadt – D-Bilk – D-Völklinger Straße – D-Hamm – NE Rheinpark-Center – NE Am Kaiser – Neuss Hbf – Büttgen – Kleinenbroich – Korschenbroich – MG-Lürrip – Mönchengladbach Hbf Stand: Fahrplanwechsel Dezember 2023 | 30 min 60 min (Hagen–Oberbarmen) 20 min (Oberbarmen–M’gladbach wochentags)               | DB Regio              |
| S 68  | W-Vohwinkel – Haan-Gruiten – Hochdahl-Millrath – Hochdahl – Erkrath – D-Gerresheim – D-Flingern – Düsseldorf Hbf – D-Volksgarten – D-Oberbilk – D-Eller Süd – D-Reisholz – D-Benrath – D-Garath – D-Hellerhof – Langenfeld-Berghausen – Langenfeld (Rheinland) Stand: Fahrplanwechsel Dezember 2023 | 20 min (nur zur HVZ)                                                                     | DB Regio              |

Auf dem Vorplatz des Bahnhofs befinden sich ein Taxistand und eine Bushaltestelle, an der Busse Richtung Mettmann, Haan und Wülfrath abfahren. Die Bushaltestelle trägt den Namen „Haan-Gruiten“.
Die Bahnsteige sind nicht barrierefrei erreichbar, außerdem ist der S-Bahnsteig für die Fahrzeuge der Linie S 8 rund 20 cm zu hoch. Der Verkehrsverbund Rhein-Ruhr gab im Februar 2016 bekannt, dass im Rahmen der von Bund und Land mitfinanzierten Modernisierungsoffensive 3 (MOF 3) geplant sei, den Bahnhof bis spätestens 2023 zu modernisieren.. Stand 2025 ist geplant im rahmen der Generalsanierung der strecke Hagen-Köln die Bahnsteig zu modernisieren und eine Fußgängerbrücke zu bauen um die Bahnsteige barrierefrei zu erreichen.